# 日出塩駅

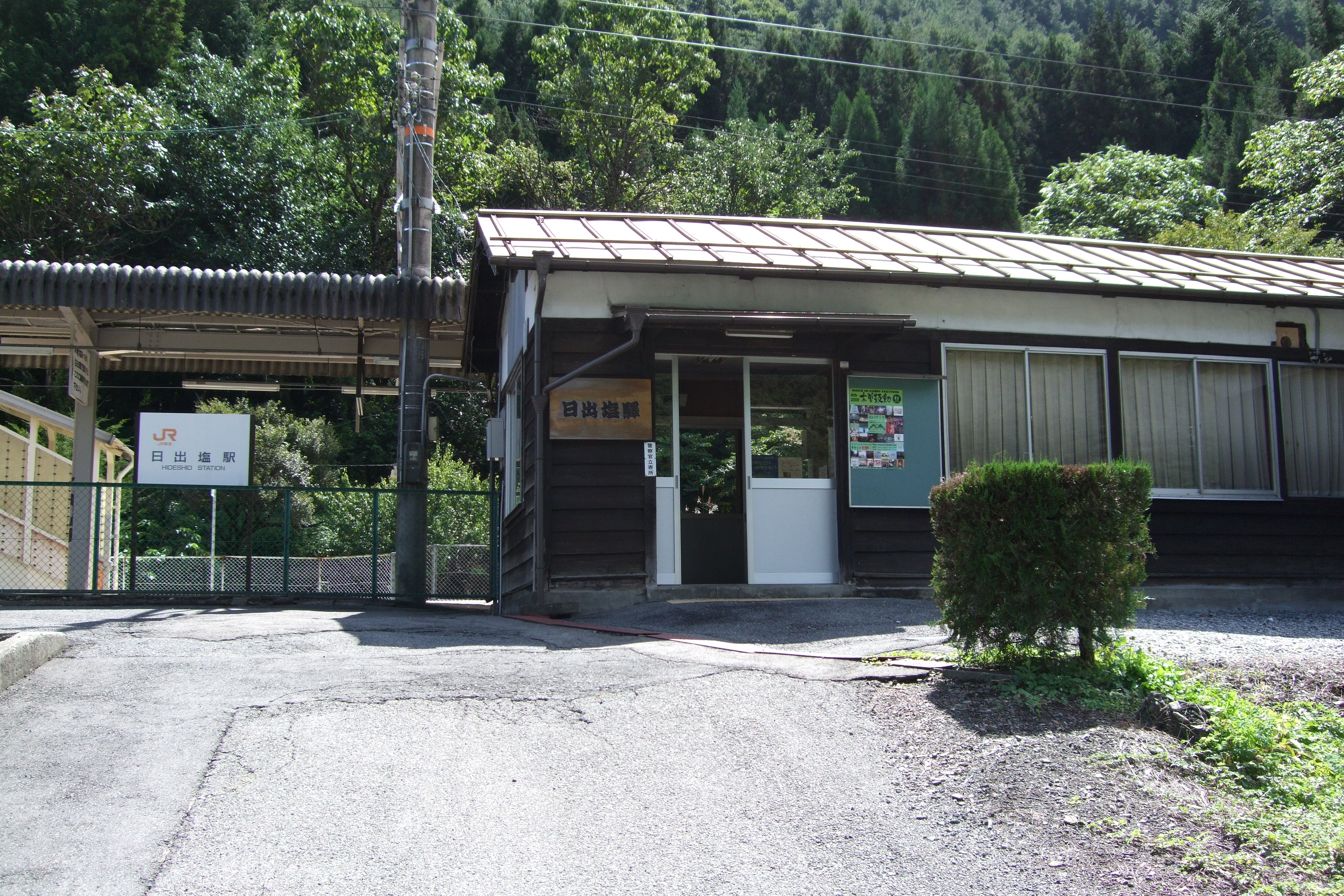
旧駅舎（2009年9月）

日出塩駅（ひでしおえき）は、長野県塩尻市大字宗賀日出塩にある、東海旅客鉄道（JR東海）中央本線の駅である。

## 歴史
- 1913年（大正2年）9月10日：中央本線の洗馬 - 贄川間に日出塩信号所として開設[1]。
- 1926年（大正15年）12月21日：日出塩信号所が駅に格上げされ、日出塩駅として開業[1]。旅客営業のみ[2]。
- 1932年（昭和7年）：下りホームに待合室完成[3]。
- 1941年（昭和16年）4月1日：貨物の取扱を開始[2]。
- 1960年（昭和35年）6月1日：貨物の取扱を廃止[2]。
- 1978年（昭和53年）9月14日：当駅 - 贄川間の新線に掛け替え。
- 1982年（昭和57年）2月26日：業務委託駅となる[4]。
- 1984年（昭和59年）
  - 2月1日：荷物扱い廃止[2]。
  - 10月1日：業務委託駅から無人駅となる[3][5][6]。
- 1987年（昭和62年）4月1日：国鉄分割民営化により東海旅客鉄道（JR東海）の駅となる[7]。
- 2009年（平成21年）末：駅舎改築[1]。

## 駅構造

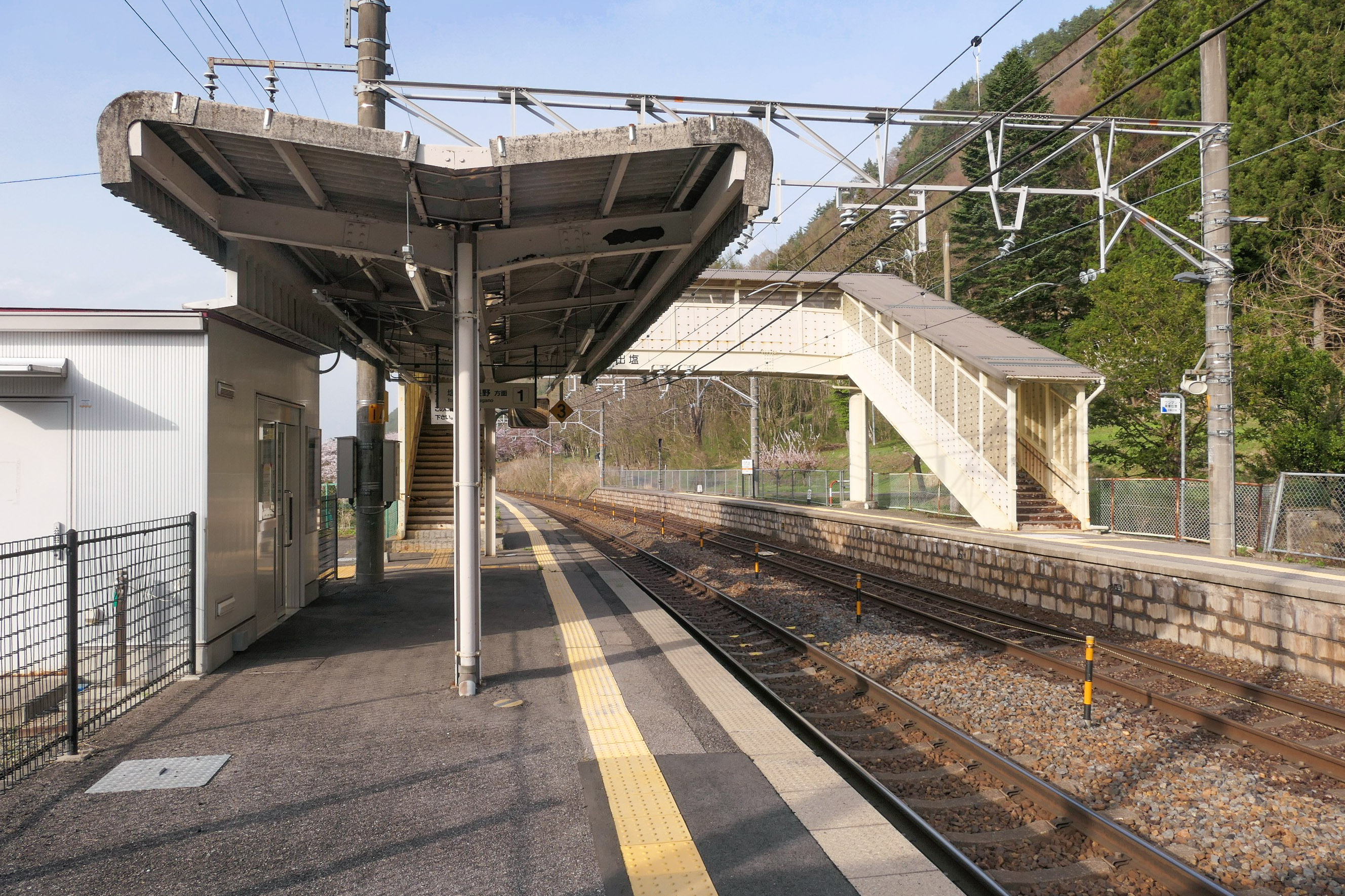
ホーム（2015年10月）

相対式ホーム2面2線を有する地上駅。両側のホームに待合室がある。互いのホームは跨線橋で連絡している。駅は高台にある。
開業当時からの木造駅舎が存在していたが、2009年に改築工事が行われ、切符回収箱のみが設置されている待合室に建て替えられるとともにトイレが撤去された。また、下り線側に昭和初期からの待合室が設置されている。木曽福島駅管理の無人駅である。

### のりば
| 番線 | 路線        | 方向 | 行先               |
| ---- | ----------- | ---- | ------------------ |
| 1    | CF 中央本線 | 下り | 塩尻・長野方面     |
| 2    | CF 中央本線 | 上り | 中津川・名古屋方面 |

## 利用状況
近年の1日平均乗車人員は以下の通りとなっている。
| 年度               | 1日平均 乗車人員 | 出典                      |
| ------------------ | ---------------- | ------------------------- |
| 1999年（平成11年） | 36               |                           |
| 2000年（平成12年） | 26               | [ 市統計 1 ]              |
| 2001年（平成13年） | 28               | [ 市統計 1 ]              |
| 2002年（平成14年） | 30               | [ 市統計 1 ]              |
| 2003年（平成15年） | 31               | [ 市統計 1 ]              |
| 2004年（平成16年） | 28               | [ 市統計 1 ]              |
| 2005年（平成17年） | 25               | [ 市統計 1 ]              |
| 2006年（平成18年） | 24               | [ 市統計 1 ]              |
| 2007年（平成19年） | 25               | [ 1 ] [ 市統計 1 ]        |
| 2008年（平成20年） | 19               | [ 市統計 1 ]              |
| 2009年（平成21年） | 15               | [ 1 ] [ 市統計 1 ]        |
| 2010年（平成22年） | 12               | [ 3 ] [ 市統計 2 ]        |
| 2011年（平成23年） | 12               | [ 市統計 2 ]              |
| 2012年（平成24年） | 14               | [ 市統計 2 ]              |
| 2013年（平成25年） | 17               | [ 市統計 2 ]              |
| 2014年（平成26年） | 16               | [ 市統計 2 ]              |
| 2015年（平成27年） | 15               | [ 市統計 2 ]              |
| 2016年（平成28年） | 12               | [ 市統計 3 ]              |
| 2017年（平成29年） | 8                | [ 市統計 4 ]              |
| 2018年（平成30年） | 9                | [ 市統計 5 ]              |
| 2019年（令和元年） | 7                | [ 市統計 6 ] [ 県統計 2 ] |
| 2020年（令和02年） | 6                | [ 県統計 3 ]              |
| 2021年（令和03年） | 8                | [ 県統計 1 ]              |

## 駅周辺
駅は集落よりやや高台にある。駅前の広場は比較的狭い。旅客を対象としない信号場として設置された経緯から最寄りの旧宿場の本山宿からは洗馬駅寄りに約1km離れている。
- 長泉院
- 本山宿[3]
- 奈良井川
- 国道19号
- 是より南木曽路の碑（贄川方向）[1]

## バス路線
- 塩尻市地域振興バス 長泉院バス停 - 駅前から道路へ出て北へ約160mに位置。
  - 元々宗賀線のみの停留所であった。2018年4月1日から楢川線としてのバスも停車するようになる。
  - また当駅から南にある日出塩上（ひでしおかみ）バス停も近い（南へ約200mに位置）。宗賀線はここが終点。

## その他
- 映画『男はつらいよ 寅次郎夢枕』（1972年）の冒頭（主人公の車寅次郎が夢から覚めた場所）に使われた。D51の重連貨物列車が通過する様子が描かれている。

## 隣の駅
東海旅客鉄道（JR東海）
CF 中央本線
洗馬駅 - 日出塩駅 - 贄川駅